# Adélard Guillemette
Pour les articles homonymes, voir Guillemette.
Adélard Guillemette est un administrateur et un haut fonctionnaire québécois. Il a été jusqu'en 2008 le président du conseil d'administration du Grand Théâtre de Québec. Tout au cours de sa carrière, il occupa diverses fonctions à titre de fonctionnaire au Ministère de la Culture et des Communications du Québec, dont celle de sous-ministre. Il publia également de nombreux ouvrages traitant de politique et de culture.
Une fois retraité, il a publié un premier roman de politique-fiction basé sur le référendum de 1995 au Québec, intitulé Novembre 1995.